# City of Lights, City of Angels
City of Lights, City of Angels (též nazývaný jako COLCOA French Film Festival nebo jen COLCOA) je filmový festival francouzských filmů, který se koná každoročně v dubnu v Hollywoodu na Sunset Boulevard. Název festivalu odkazuje na Paříž a Los Angeles přezdívané jako Město světel (City of Lights) a Město andělů (City of Angels).

## Historie
Festival byl založen v roce 1996 Francouzsko-americkým kulturním fondem ve spolupráci s Directors Guild of America, Motion Picture Association a SACEM (Société des auteurs, compositeurs et éditeurs de musique), a to za podpory Unifrance, audiovizuální služby francouzského konzulátu v Los Angeles.
Koná se během jednoho dubnového týdne a jeho cílem je představit americké veřejnosti širokou škálu francouzských krátkých a celovečerních filmů uvedených ve Francii v předchozím roce.

## Cena publika
2005
- Cena publika: Lži a zrady

2006
- Cena publika: Nos jours heureux

2007
- Cena publika: Prostě spolu

2008
- Cena publika: Vítejte u Ch'tisů

2009
- Cena publika: Welcome

2010
- Cena publika: Ježek

2011
- Cena publika: Ženy z šestého poschodí

2012
- Cena publika: Nedotknutelní

2013
- Cena publika: Černá vdova

2014
- Cena publika: En solitaire

2015
- Cena publika: Un peu, beaucoup, aveuglément

2016
- Cena publika: Agnus dei

2017
- Cena publika: Pan a paní Adelmanovi

2018
- Cena publika: Chovatel

2019
- Cena publika: Kde je moje tělo?

2020
neproběhlo
2021
- Cena publika: Noční doktor

2022
- Cena publika: Na plný úvazek